# Norwegian Ninja
 (décembre 2023).
Si vous disposez d'ouvrages ou d'articles de référence ou si vous connaissez des sites web de qualité traitant du thème abordé ici, merci de compléter l'article en donnant les références utiles à sa vérifiabilité et en les liant à la section « Notes et références ».
Pour plus de détails, voir Fiche technique et Distribution.
Norwegian Ninja (Kommandør Treholt & ninjatroppen) est un film norvégien réalisé par Thomas Cappelen Malling, sorti en 2010. Sorti directement en vidéo, le film est basé sur le livre Ninjateknikk II. Usynlighet i strid 1978 écrit en 2006 par Thomas Cappelen Malling inspiré de l'histoire de l'homme politique et diplomate norvégien Arne Treholt, qui en 1985 a été reconnu coupable de haute trahison et d'espionnage au profit de l'Union soviétique et de l'Irak au cours de la guerre froide. Le livre est présenté comme un manuel militaire écrit par Treholt en 1978.

## Synopsis
L'histoire, qui se déroule pendant la guerre froide, implique le conflit entre les ninjas norvégiens, l'armée secrète du roi Olav V chargée de maintenir l'indépendance de la Norvège et un groupe clandestin qui effectue des opérations de fausse bannière imputées aux communistes.

## Fiche technique
- Titre original : Kommandør Treholt & ninjatroppen
- Titre français : Norwegian Ninja
- Réalisation : Thomas Cappelen Malling
- Scénarios : Thomas Cappelen Malling
- Société de production : Euforia Film
- Musique :
- Pays d'origine :  Norvège
- Lieu de tournage :
- Langue : norvégien
- Genre : Action fantastique
- Durée : 1h37
- Dates de sortie : 
  -  Norvège : 13 août 2010
  -  France : 1er mars 2012 (en vidéo)

## Distribution
- Mads Ousdal : Kommandør Arne Treholt
- Jon Øigarden : Otto Meyer
- Trond-Viggo Torgersen : roi Olav V
- Linn Stokke : Ragnhild Umbraco
- Amund Maarud : Bumblebee
- Martinus Grimstad Olsen : Black Peter
- Øyvind Venstad Kjeksrud : Øystein Fjellberg
- Henrik Horge : Kusken